# 小行星3358
小行星3358（3358 Anikushin）是一颗绕太阳运转的小行星，为主小行星带小行星。该小行星于1978年9月1日发现。

## 轨道参数
小行星3358的轨道半长轴为3.1854440 UA，离心率为0.202。